# شهبازبك (مقاطعة دورة)
شهبازبك (بالفارسية: شهبازبک) هي قرية تقع في قسم تشكن الريفي (مقاطعة دورة) في إيران. يقدر عدد سكانها بـ 229 نسمة بحسب إحصاء 2016.